# Salvatoris Nostri Domini Jesu Christi
Salvatoris Nostri Domini Jesu Christi è una bolla papale pubblicata da papa Leone X il 19 luglio 1515. La bolla rifonda e promuove ad Arcispedale l'antico nosocomio di San Giacomo in Augusta a Roma, che viene così chiamato "dei poveri incurabili".

## Contenuto
"Da alcuni anni, da varie parti del mondo confluiscono a Roma poveri infermi colpiti da morbi incurabili in così gran numero che non trovano ricovero negli Ospedali, e molti di loro, privi di soccorsi, finiscono per morire abbandonati" (Bolla Salvatoris Nostri Domini Jesu Christi)
La bolla promuove ad Arcispedale l'antico nosocomio di San Giacomo in Augusta a Roma, che viene chiamato in questa data "dei poveri incurabili". Infatti, il ricovero dei malati di malattie incurabili, caratterizzati da piaghe e bisognosi di trattamenti specifici, non era considerato possibile negli altri ospedali della città. I malati incurabili erano infatti rifiutati dagli altri ospedali, sia a causa della sgradevolezza delle loro piaghe, sia perché queste malattie venivano spesso ricondotte a forme di degrado sociale o morale. Nell'ospedale si trattava in particolare la sifilide, una nuova malattia che si stava diffondendo in Italia dalla fine del Quattrocento, ma anche ad altre malattie incurabili ad esclusione di quelle endemiche (come, ad esempio, la lebbra). Nella bolla si promuove il ricovero per i poveri di entrambi di sessi.
La bolla stabilisce che la Congregazione di Santa Maria del Popolo, proprietaria dell'ospedale, cambi il suo nome in Congregazione di Santa Maria del Popolo e di San Giacomo.
Si sancisce che parte dei beni dell'ospedale sia dedicata al mantenimento delle "oneste fanciulle povere". Si assegna la guida dell'ospedale a quattro guardiani affiancati da due sindaci con funzioni di revisori dei conti, e la presenza dei "visitatori" (visitatores) con diritto, condiviso con i sindaci, di raccogliere i malati per le strade, procedendo eventualmente al ricovero. Quest'ultimo può anche essere coatto: in questo caso, il ricoverato è esentato da tutte le imposizioni fiscali. L'arcispedale viene presieduto da un "cardinale protettore", come già in uso negli altri ospedali romani.
La bolla sancisce dunque l'inizio della ambiziosa realizzazione urbanistica rinascimentale del Tridente.